# Argyrodes weyrauchi
Argyrodes weyrauchi là một loài nhện trong họ Theridiidae.
Loài này thuộc chi Argyrodes. Argyrodes weyrauchi được H. Exline & Herbert Walter Levi miêu tả năm 1962.